# Ingvar Svensson (Politiker)
Ingvar Svensson (* 30. April 1944 in Osby, Skåne län) ist ein ehemaliger schwedischer Politiker der Christdemokraten (Kristdemokraterna).

## Leben
Nach dem Schulbesuch studierte er Philosophie und schloss dieses Studium mit einem Magister ab.
Svensson wurde bei der Wahl zum Schwedischen Reichstag 1991 in den Reichstag gewählt. Bei diesen Wahlen konnten die Christdemokraten sich um 4,2 Prozentpunkte verbessern und zum ersten Mal aus eigener Kraft mit 26 Abgeordneten in den Reichstag einziehen. Svensson, der den Wahlkreis Stockholms län vertrat, war zwischen 1991 und 1994 Mitglied des Verfassungsausschusses sowie zeitweise Mitglied des Nominierungskomitees.
Nach der Niederlage bei der Wahl zum Schwedischen Reichstag 1994, bei der die Christdemokraten 3,07 Prozentpunkte und 11 der 26 Mandate wieder verloren, schied Svensson aus dem Reichstag aus.
Bei den Reichstagswahlen am 20. September 1998 wurde er wiederum zum Abgeordneten gewählt und gehörte diesem nach seinen Wiederwahlen 2002 und 2006 bis zum 4. Oktober 2010 an. Während dieser Zeit war er wiederum durchgängig Mitglied des Verfassungsausschusses sowie Deputierter und stellvertretendes Mitglied einiger anderer Parlamentsgremien.